# Maria Kłańska
Maria Zofia Kłańska (ur. 12 maja 1951 w Krakowie) – polska germanistka, literaturoznawczyni, profesor zwyczajny, pracownik naukowy Instytutu Filologii Germańskiej Uniwersytetu Jagiellońskiego. Specjalizuje się w historii literatury niemieckojęzycznej i literaturoznawstwie germanistycznym. Autorka ok. 150 publikacji naukowych, których tematyka obejmuje m.in. literaturę austriacką XIX i XX wieku, Galicję i Bukowinę w literaturze niemieckojęzycznej, judaika, w szczególności dotyczące Żydów wschodnioeuropejskich, nowożytną recepcję Biblii i antyku oraz literaturę norweską.

## Życiorys naukowy[1]
Studia magisterskie ukończyła na Uniwersytecie Jagiellońskim w roku 1973. Stopień doktora nauk humanistycznych uzyskała także w UJ w 1978, habilitację zaś w 1985 r. Tytuł profesora nadano jej w 1993 r. Od 2001 r. zajmuje stanowisko profesora zwyczajnego.
Pracę zawodową związała od 1973 r. z Katedrą Filologii Niemieckiej, przekształconą następnie w Instytut Filologii Germańskiej Uniwersytetu Jagiellońskiego. W latach 1988–1993 była wicedyrektorem tejże jednostki, w latach 1993–1999 oraz 2008–2012 jej dyrektorem. Ponadto w latach 1994-2021 sprawowała funkcję kierownika Zakładu Literatury Niemieckiej IFG UJ. W latach 2005–2008 członek Senatu Uniwersytetu Jagiellońskiego.
Wypromowała 13 doktorów, spośród których 5 się habilitowało.

## Osiągnięcia naukowe, nagrody i odznaczenia[1]
- 1986/87 oraz 1991 – dwuletnie stypendium Fundacji Alexandra von Humboldta (pobyty na Uniwersytetach w Konstancji i we Frankfurcie nad Menem)
- 1998 i 2014 r. – pobyty na Wolnym Uniwersytecie Berlińskim w ramach stypendium Fundacji Humboldta
- 1997 – Złoty Krzyż Zasługi
- 2001 – niemiecko-austriacka nagroda im. Johanna Gottfrieda Herdera dla uczonych reprezentujących nauki humanistyczne i artystów z krajów słowiańskich oraz Grecji (wręczana w Wiedniu)
- 2006 – tytuł „Mistrza” i trzyletnie subsydium profesorskie Fundacji na rzecz Nauki Polskiej w ramach konkursu dla nauk humanistycznych i społecznych
- 2009 – Krzyż Kawalerski Orderu Odrodzenia Polski
- 2013 – Medal Komisji Edukacji Narodowej
- 2016 – Złoty Medal za Długoletnią Służbę
- 2017 – Austriacki Krzyż Honorowy za Zasługi dla Nauki i Sztuki[3]

## Członkostwo w organizacjach naukowych[4]
- 2007–2014 – przewodnicząca Komisji Historii i Kultury Żydów w Polsce Polskiej Akademii Umiejętności, obecnie członek tej Komisji
- Komisja Neofilologiczna Polskiej Akademii Umiejętności
- Komisja Historycznoliteracka Polskiej Akademii Nauk
- Stowarzyszenie Germanistów Polskich (SGP),
- Międzynarodowe Stowarzyszenie Germanistów (IVG),
- Międzynarodowe Towarzystwo im. Josepha Rotha (Austria)
- Societas Humboldtiana Polonorum

## Wybrane publikacje[5][6]

### Monografie
- Mit Odyseusza w literaturze niemieckojęzycznej XX wieku, Kraków: Wydawnictwo UJ 1982
- Problemfeld Galizien in deutschsprachiger Prosa zwischen 1846 und 1914, Kraków Wydawnictwo UJ 1985; wyd. zmien. Wien: Böhlau 1991
- Daleko od Wiednia. Galicja w oczach pisarzy niemieckojęzycznej 1772–1918, Kraków: Universitas 1991
- Aus dem Schtetl in die Welt 1772–1938. Jüdische Autobiographien in deutscher Sprache, Wien: Böhlau 1994
- Die deutschsprachige Literatur Galiziens und der Bukowina von 1772 bis 1945. Część w: Deutsche Geschichte im Osten Europas. Galizien, Bukowina, Moldau, red. Isabel Röskau-Rydel, Berlin: Siedler Verlag 1999, wyd. 2 Berlin 2002; s. 379–482
- Współautorstwo:„Cóż za księga!” Biblia w literaturze niemieckojęzycznej od Oświecenia po współczesność (współred. z Jadwigą Kitą-Huber i Pawłem Zarychtą), Kraków: homini 2010
- Między pamięcią a wyobraźnią. Uniwersum poezji Rose Ausländer, Wrocław: ATUT 2015.

### Redakcja i wybór
- Jüdisches Städtebild Krakau, Frankfurt am Main: Jüdischer Verlag im Suhrkamp Verlag 1994
- Emilia Leibel: Wspomnienia Żydówki krakowskiej. Nagrała i oprac. Maria Kłańska, Kraków: PAU/Secesja 2010.

### Współredakcja tomów zbiorowych
- Literatur und Politik in der Heine-Zeit. Die 48er Revolution in Texten zwischen Vormärz und Nachmärz (współred. z Hartmutem Kircherem), Köln: Böhlau 1998
- Vielfalt der Sprachen. Festschrift für Aleksander Szulc zum 75. Geburtstag (współred. z Peterem Wiesingerem i Peterem Ernstem), Wien: Edition Praesens 1999
- Avantgarden im Ost und West. Literatur, Musik, Bildende Kunst um 1900 (współred. z Hartmutem Kircherem i Erichem Kleinschmidtem), Köln: Böhlau 2002
- Grenzgänge und Grenzgänger in der österreichischen Literatur (współred. z Katarzyną Jaśtal, Krzysztofem Lipińskim, Agnieszką Palej), Kraków: Wydawnictwo UJ 2004
- Der Heiligen Schrift auf der Spur. Beiträge zur biblischen Intertextualität in der Literatur (współred. z Jadwigą Kitą-Huber i Pawłem Zarychtą), Dresden/Wrocław: Neisse/ATUT 2009.

### Księgi jubileuszowe zadedykowane przez uczniów
- Variable Konstanten. Mythen in der Literatur, red. Katarzyna Jaśtal, Agnieszka Palej, Anna Dąbrowska, Paweł Moskała, Dresden/Wrocław: Neisse/ATUT 2011
- Odysseen des Humanen. Antike, Judentum und Christentum in der deutschsprachigen Literatur. Festschrift für Prof. Dr. Maria Kłańska zum 65. Geburtstag, red. Katarzyna Jaśtal, Paweł Zarychta, Anna Dąbrowska, Frankfurt am Main: Peter Lang Edition 2016